# 장 피에르 르페브르
장 피에르 르페브르(Jean Pierre Lefebvre, 1941년 8월 17일 ~ )는 캐나다의 영화 감독, 각본가, 배우, 텔레비전 배우, 영화 프로듀서, 영상 편집자이다. 특히 젊은 인디 영화제작자들 가운데에서 "캐나다의 인디 영화의 대부"로 칭송받고 있다.
몬트리올에서 태어났다.

## 영화

### 장편 영화
- The Revolutionary (Le révolutionnaire, 1965년)
- 몬 외일 (1971년)

### 기타 작품
- To the Rhythm of My Heart (Au rythme de mon coeur, 1983년) 다큐멘터리 영화